# Сентябрь 2007 года

Список событий сентября 2007 года.

## События
- 3 сентября — парламентские выборы на Ямайке.
- 6 сентября
  - В Риме в возрасте 71 года скончался великий тенор Лучано Паваротти.
  - В толпе встречающих кортеж президента Алжира в городе Батна (Алжир) прогремел взрыв. Погибли 15 человек, 115 пострадали[1].
- 8 сентября — закрытие 64-й Венецианского кинофестиваля.
- 9 сентября
  - Асафа Пауэлл в Риете, Италия установил мировой рекорд в беге на 100 метров: 9,74 сек.
  - Первый тур всеобщих выборов в Гватемале.
- 12 сентября — правительство России во главе с Михаилом Фрадковым ушло в отставку, президент Владимир Путин предложил в качестве нового премьер-министра Виктора Зубкова.
- 13 сентября — закончился приём заявок на проведение Летних Олимпийских игр 2016 года. Заявки подали Баку, Токио, Доха, Мадрид, Прага, Чикаго и Рио-де-Жанейро.
- 14 сентября
  - Новым премьер-министром России назначен Виктор Зубков.
  - С космодрома Танегасима с помощью ракеты-носителя H-IIA запущена японская АМС Кагуя, предназначенная для исследования Луны.
  - Исчезновение Эндрю Госдена.
- 15 сентября — в Перу упал метеорит.
- 16 сентября
  - Сборная России выиграла Чемпионат Европы по баскетболу 2007, проходивший в Испании.
  - Инцидент с «Блэкуотер» в Багдаде.
  - При заходе на посадку в Пхукете (Таиланд) разбился MD-82. Погибли 90 человек, 40 выжили.
  - 59-я церемония вручения премии «Эмми».
- 20 сентября — Виктор Шершунов, губернатор Костромской области погиб в автокатастрофе[2].
- 25 сентября
  - Старт Шэньчжоу-7 (Китай). Экипаж — Чжай Чжиган, Цзян Хайпэн, Лю Бомин. Продолжительность полёта — 2 дня 20 часов. Первый выход в открытый космос китайского космонавта.
  - В Нижневартовске открыт памятник татарскому поэту, Герою Советского Союза, участнику Великой Отечественной войны Мусе Джалилю.
- 27 сентября — с космодрома Канаверал с помощью ракеты-носителя Дельта-2 запущена американская АМС Dawn (Рассвет), предназначенная для исследования астероидов Веста и Церера.
- 30 сентября
  - Виши Ананд становится чемпионом мира по шахматам.
  - На Украине состоялись внеочередные парламентские выборы.